# Quawntay Adams
Quawntay Adams, né le 30 septembre 1975, est un condamné américain devenu célèbre pour une spectaculaire évasion de prison en 2006.

## Biographie
Quawntay Adams a été condamné à trois ans d'emprisonnement en 1993 pour avoir attaqué un agent des forces de l'ordre avec une arme mortelle. Il avait attaqué une policière avec une boîte de haricots enveloppée dans une chaussette en octobre 1992 au centre correctionnel pour jeunes Chaderjain à Stockton, en Californie. Il a été libéré à la mi-1994. En janvier 1996, il aurait vendu de la cocaïne, raison pour laquelle il a de nouveau été condamné en 1997 pour avoir enfreint la loi sur les stupéfiants.
Adams a été transféré à la prison d'Alton City à Alton, dans l'Illinois, ouverte en 2002, en raison de ses tentatives d'évasion à Belleville le 21 décembre 2005, dont aucun détenu n'a jamais pu s'échapper. Là, il était logé dans l'aile de haute sécurité, où chaque cellule était surveillée par vidéo et interphone et des fouilles étaient effectuées quotidiennement.
Il a ensuite été conduit à la prison à sécurité maximale de Victorville, en Californie. À Alton, les mesures de sécurité ont été renforcées. Un épisode de "Prison Breaks: The Real Stories" a été filmé sur son évasion.